# Mahan (Schiff, 1936)
Die USS Mahan (Kennung DD-364) war ein Zerstörer der United States Navy im Zweiten Weltkrieg und das zweite Schiff, das diesen Namen trug. Sie war das Typschiff der Mahan-Klasse und nach Alfred Thayer Mahan benannt.
Taufpatin des Schiffes war Miss Kathleen H. Mahan, Urenkelin des Namensgebers; Erster Kommandant wurde Commander J. B. Waller.
Bauwerft war die United Dry Docks Inc., in Staten Island, New York.
Der Zerstörer führte zuletzt den Anstrich nach Tarnschema 31, Muster 23d (Dark Pattern System) mit den Farben:
- Haze gray (5-H),
- Ocean gray (5-O),
- Dull black (BK).

## Einsatzgeschichte

### 1936–1942
Die Mahan verließ am 16. November 1936 den Hafen von New York City für eine zweimonatige Ausbildungsfahrt in die Karibik und nach Südamerika. Nach der Rückkehr im Januar 1937 fuhr das Schiff im Patrouillendienst an der Ostküste der Vereinigten Staaten, bis es im Juli des gleich Jahres an die Westküste verlegt wurde. Hier folgten Ausbildungsfahrten im Flottenrahmen vor der Küste von Südkalifornien und danach die endgültige Zuweisung von Pearl Harbor als Heimatstützpunkt. Bis zum Dezember 1941 folgten sporadische Besuche der Westküste und der Karibik, des Weiteren wurden umfangreiche Ausbildungsprogramme in den Gewässern um Hawaii durchgeführt.
Während des japanischen Angriffs auf Pearl Harbor befand sich die Mahan im Verband der Task Force 12 auf einer Routinepatrouille. Nach dem Angriff wurde die TF 12 angewiesen, eine Position bei Jaluit anzusteuern, um die dort vermuteten japanischen Seestreitkräfte abzufangen. Nach vergeblicher Suche kehrte die Mahan am 12. Dezember 1941 nach Pearl Harbor zurück.
Ende Dezember 1941 transportierte der Zerstörer Verstärkungen der Marines nach Johnston Island und verbrachte die von dort zu evakuierenden Zivilpersonen nach Hawaii. Danach führte das Schiff bis zum 24. Februar Geleitschutzaufgaben durch und wurde von da an zunächst der Marinebasis auf Canton Island zugeteilt um von hier aus Patrouillenfahrten zu unternehmen. Ab dem 25. März 1942 wurde die Mahan aus dem aktiven Geschehen herausgezogen, sie fuhr zunächst nach Hawaii und dann zur Überholung an die Westküste.
Danach folgten Patrouillenfahrten in den Gewässern zwischen Hawaii und Kalifornien um ab dem 16. Oktober 1942 in den Südpazifik verlegt zu werden. Während der Überfahrt wurde die Mahan und die sie begleitende USS Lamson am 22. Oktober 1942 südlich der Gilbert-Inseln in ein Gefecht mit japanischen Patrouillenbooten verwickelt, in dessen Verlauf zwei dieser Boote versenkt wurden.
In den Verband der TF 61 eingereiht, wurde die Mahan am 27. Oktober nördlich der Santa-Cruz-Inseln von japanischen Flugzeugen angegriffen. Vier der Angreifer konnten abgeschossen werden. Am gleichen Tag, nach dem Ende der Schlacht bei den Santa-Cruz-Inseln kollidierte die Mahan mit dem Schlachtschiff South Dakota. Die Beschädigungen an dem Zerstörer waren dabei so groß, dass er zunächst Nouméa in Neu Kaledonien anlaufen musste, wo er provisorisch repariert wurde. Danach trat das Schiff die Heimreise nach Pearl Harbor an, wo in der Werft der komplette Bug erneuert werden musste.

### 1943–1944
Nach der Reparatur kehrte die Mahan am 9. Januar 1943 in den Süd-Pazifik zurück und übernahm dort Geleitzugsaufgaben im Gebiet der Neuen Hebriden, Neukaledonien und den Fidschiinseln. Im April fuhr sie zunächst nach Guadalcanal und wurde nach der Rückkehr zu Operationen in australische Gewässer geschickt.
Danach erfolgte die Verlegung nach Neuguinea, wo ihr ab dem 2. Juli die Milne Bay als Stützpunkt zugewiesen wurde. In den folgenden drei Monaten war die Mahan an verschiedenen Operationen beteiligt, so der Landung in Nassau Bay am 9. August, der Beschießung von Finschhafen am 22. und 23. August, vom 4. bis 8. September der Schutz der Landungstruppen vor Lae und Unterstützung der australischen Landungstruppen vor Finschhafen, wo sie drei japanische Flugzeuge abschoss.
Während der Monate Oktober und November operierte der Zerstörer vom Stützpunkt Buna aus und führte Patrouillenfahrten in den Gewässern rund um Papua-Neuguinea durch. Im Dezember folgte die Beschießung japanischer Einrichtungen in Neubritannien mit anschließender Feuerunterstützung der Landung bei Cape Gloucester. Danach Beschießung von Gali in Neuguinea, ein kurzer Aufenthalt im Hafen von Sydney und Geleitschutzaufgaben zwischen Neuguinea und Neubritannien. Vor der Übernahme von Geleitschutzaufgaben bei den Admiralitätsinseln beschoss die Mahan noch am 28. Februar 1944 japanische Stellungen auf der zu dieser Inselgruppe gehörenden Los-Negros-Insel.
Nach zwei Jahren aufreibenden Einsatzes wurde die Mahan im Frühjahr 1944 zur Überholung nach San Francisco in die Werft beordert. Hier wurden auch Modernisierungen an der Radaranlage und den Feuerleitanlagen vorgenommen sowie die Flugabwehr verstärkt. Anfang Juli verlegte sie nach Pearl Harbor und führte bis zum 15. August 1944 Ausbildungsaufgaben durch. Danach fuhr sie über Eniwetok, Jaluit, Guam, Saipan, und Ulithi, nach Neuguinea, wo sie am 20. Oktober eintraf. Hier führte die Mahan Geleitschutzaufgaben zwischen Hollandia und Leyte durch und fuhr anschließend in diesem Gebiet bis Ende November U-Jagdpatrouillen.

## Verlust des Schiffes
Während einer Patrouillenfahrt zwischen Leyte und Ponson Island wurde der Zerstörer am 7. Dezember 1944 von sechs japanischen Kamikaze-Flugzeugen angegriffen. Obwohl es der Mahan gelang drei davon abzuschießen, stürzten sich die übrigen drei auf das Schiff, auf dem sofort Feuer ausbrach, das nicht mehr unter Kontrolle gebracht werden konnte. Kurze Zeit später musste die Mahan aufgegeben werden, die überlebenden Besatzungsmitglieder wurden von herbeieilenden Schiffen aufgenommen. Eine Stunde danach versenkte der Zerstörer USS Walke das brennende Wrack durch Geschützfeuer und Torpedos.

## Flottenzuteilungen
- Am 30. September 1939

Destroyer Flotilla 1
DESRON (Destroyer Squadron) 2
DESDIV (Destroyer Division) 3
- Am 1. Oktober 1941

Destroyer Flotilla 1
DESRON (Destroyer Squadron) 5
DESDIV (Destroyer Division) 9

## Ehrungen
Der Mahan wurden für ihre Verdienste während des Krieges fünf Battle Stars zuerkannt.